# Financiación sostenible

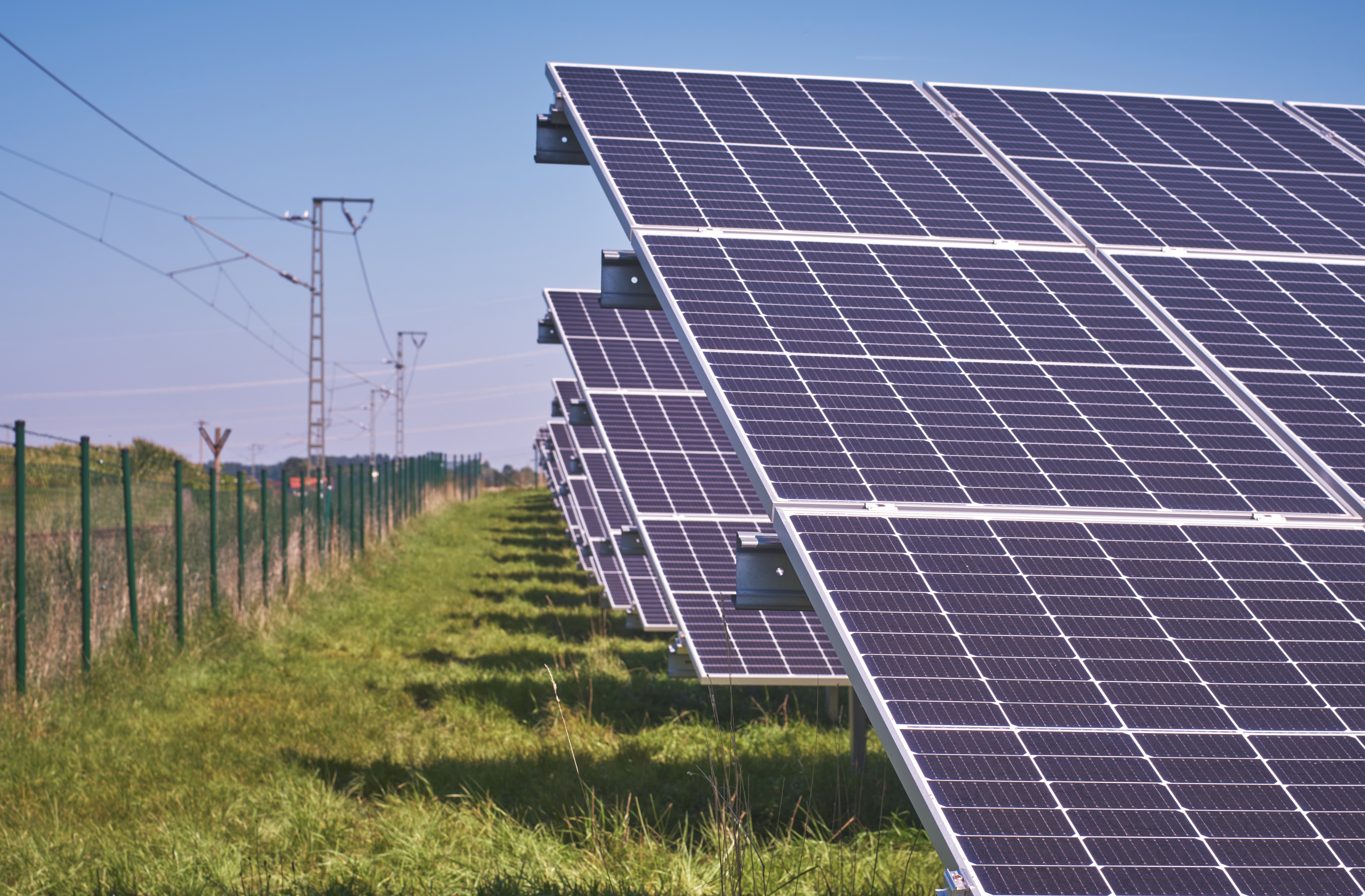
Paneles solares. La financiación de energías renovables se considera financiación sostenible.

La financiación sostenible o financiación verde (también financiamiento sostenible o financiamiento verde) es el conjunto de normativas financieras, estándares y productos financieros que persiguen un objetivo medioambiental, y en particular facilitar la transición energética. La financiación sostenible permite al sistema financiero tener en cuenta a la población y al medio ambiente a la vez que mantiene un objetivo de crecimiento. Este concepto, que existía desde hace tiempo, fue impulsado por la adopción del Acuerdo de París, el cual estipula que las partes deben conseguir unos «flujos financieros compatibles con una hoja de ruta hacia bajas emisiones de dióxido de carbono [que causan el efecto invernadero] y con un desarrollo resiliente al calentamiento mundial».

## Instrumentos

### Bonos verdes
Los bonos verdes son títulos de deuda emitidos en el mercado por una entidad pública o privada para financiar actividades respetuosas con el medio ambiente. Alcanzaron 170 millardos de dólares estadounidenses ($) en 2018 y se espera que en 2021 lleguen a los 359 millardos de $.
El Acuerdo de París destacó un deseo de estandarizar las prácticas de información relacionadas con los bonos verdes, para evitar el ecoblanqueo (greenwashing).
Desde un punto de vista legal, los bonos verdes no son realmente diferentes de los bonos tradicionales. Las promesas hechas a los inversores no siempre se incluyen en el contrato, y cuando sí se incluyen, a menudo es de forma no vinculante. Las entidades emisoras de bonos verdes normalmente siguen los estándares y principios establecidos por organizaciones privadas como los Principios para bonos verdes de la Asociación Internacional de Mercados de Capitales (ICMA por sus siglas en inglés) o la etiqueta de la Iniciativa de Bonos Climáticos.
Hasta el momento, no hay normativa que requiera al emisor especificar por escrito sus intenciones "verdes" en las condiciones de la emisión. Sin embargo la Unión Europea (UE) está desarrollando actualmente un estándar de bono verde que obligará a los emisores a financiar con el dinero que obtengan de estos bonos solo actividades alineadas con la taxonomía de la UE de actividades sostenibles.
Se espera que este estándar sea voluntario y opere junto a otros estándares voluntarios ya existentes, pues los estudiosos y los intermediarios financieros han intentado que los formuladores de políticas se conciencien de los peligros de imponer estándares obligatorios en esta cuestión.

### Taxonomía de actividades sostenibles
Como el concepto "transición energética" es amplio y los adjetivos "sostenible" o "verde" pueden aplicarse a muchos proyectos (energía renovable, eficiencia energética, depuración de aguas residuales, reforestación...), se están elaborando varias taxonomías (clasificaciones) para evaluar si un proyecto realmente es verde (tiene un impacto positivo o neutro en el medio ambiente) y, en ese caso, certificarlo.
En 2018, la Comisión Europea creó un grupo de trabajo de expertos en financiación sostenible (TEG por sus siglas en inglés) para definir una clasificación de actividades económicas ("taxonomía"), con el fin de tener una metodología robusta que define si una actividad o una empresa es sostenible o no. Los objetivos de esta taxonomía son impedir el ecoblanqueo y ayudar a los inversores a hacer elecciones más verdes. Las inversiones son juzgadas por 6 objetivos: mitigación del cambio climático, adaptación al cambio climático, economía circular, contaminación, efecto sobre el agua y biodiversidad.
Esta taxonomía entró en vigor en julio de 2020. Se considera la iniciativa más amplia y detallada de su clase; puede inspirar a otros países para desarrollar sus propias taxonomías o incluso puede convertirse en el nuevo "patrón oro" mundial para la evaluación de proyectos. Sin embargo, cuando el régimen de publicación entre en vigor en enero de 2022, todavía habrá lagunas enormes en los datos y pueden pasar varios años hasta que se convierta en eficaz.
Las clasificaciones del gas natural fósil y la energía nuclear son polémicas. La Comisión Europea pidió a su Centro Común de Investigación que evaluara la sostenibilidad medioambiental de la energía nuclear. Los resultados serán investigados durante 3 meses por 2 grupos de expertos antes de que la Comisión tome una decisión sobre la clasificación. El gas natural es considerado por algunos países el puente entre el carbón y la energía renovable. Esos países sostienen que el gas natural debe considerarse sostenible si se cumplen determinadas condiciones. En respuesta, varios miembros del grupo de expertos que asesora a la Comisión Europea amenazaron con dimitir. Declararon que ven la inclusión del gas como contradictoria con la ciencia climática, porque las emisiones de metano del gas natural son un gas de efecto invernadero significativo.
El Reino Unido está trabajando en su propia taxonomía.

### Publicación obligatoria y voluntaria
En 2015, el Consejo de Estabilidad Financiera (FSB por sus siglas en inglés) lanzó el Grupo de trabajo para publicaciones financieras relacionadas con el clima (TCFD por sus siglas en inglés), dirigido por Michael Bloomberg. Las recomendaciones del TCFD pretenden animar a las empresas a dar mayor difusión a los riesgos climáticos relacionados con su negocio, así como la gobernanza interna para gestionar estos riesgos. En el Reino Unido, el Gobernador del Banco de Inglaterra, Mark Carney, ha apoyado activamente las recomendaciones del TCFD, y ha pedido en varias ocasiones que se impongan obligaciones a las compañías del sector financiero para que sean transparentes y tengan en cuenta los riesgos financieros derivados del clima, en particular a través de pruebas de resistencia bancaria (los test de estrés que se hacen a los bancos para ver si aguantarían hipotéticas crisis financieras) climáticas.
En Francia, la Ley de transición energética de 2015 requiere que los inversores institucionales sean transparentes sobre la integración en su estrategia de inversión de criterios medioambientales, sociales y de gobernanza.
No obstante, la investigación empírica ha demostrado el efecto limitado de estas políticas de publicación si son voluntarias.
La Comisión Europea está desarrollando actualmente la Directiva de información corporativa sobre sostenibilidad (CSRD por sus siglas en inglés), que obligará a la mayoría de las compañías de la UE a publicar datos relacionados con el medio ambiente.

### Factor de apoyo verde en los requerimientos de capital
Para animar a los bancos a dar más préstamos verdes, los bancos comerciales han venido proponiendo introducir un "factor de apoyo verde" en los requerimientos de capital. Esta propuesta está siendo actualmente considerada por la Comisión Europea y la Autoridad Bancaria Europea. Sin embargo los banqueros centrales y las organizaciones sin ánimo de lucro generalmente se oponen a este planteamiento, y proponen en cambio la adopción de requerimientos de capital más altos para activos bancarios vinculados con los combustibles fósiles ("penalización marrón").

### Hipotecas verdes y créditos verdes
En 2022, la Comisión europea y la Autoridad Bancaria Europea formularán propuestas para la «definición de préstamos minoristas verdes e hipotecas verdes y posibles herramientas de apoyo».
Los bancos proponen establecer un estándar de hipoteca energéticamente eficiente (por ejemplo, sobre viviendas con calificación energética A), mientras que las asociaciones de consumidores y organizaciones no gubernamentales (ONG) han propuesto que los bancos centrales apoyen la concesión de préstamos verdes (en particular destinados a mejorar el aislamiento de los hogares) introduciendo unos tipos de interés más bajos en operaciones de refinanciación, como las TLTRO (targeted longer-term refinancing operations, préstamos condicionados a largo plazo) del Banco Central Europeo (BCE).

### Política monetaria verde
En 2018, bajo la jefatura de Mark Carney, Frank Elderson, y el gobernador del Banco de Francia, François Villeroy de Galhau, 8 bancos centrales crearon la Red para Reverdecer el Sistema Financiero (NGFS por sus siglas en inglés), una red de bancos centrales y supervisores financieros que desean explorar el papel potencial de bancos centrales para favorecer la transición energética. Esta red tiene casi 80 miembros y una docena de observadores, entre ellos el Fondo Monetario Internacional (FMI) y el BCE.
En julio de 2021, bajo la jefatura de Christine Lagarde y como resultado de la presión de varias ONG, el BCE anunció una detallada hoja de ruta para incorporar el cambio climático en su marco de políticas. Esta hoja de ruta incluye medidas para integrar métricas de los riesgos asociados al clima en el marco de las garantías reales (collateral, lo que el prestatario ofrece como garantía del pago de su préstamo, la vivienda en el caso de la hipoteca) del BCE y en el Programa de compra de bonos corporativos (CSPP por sus siglas en inglés).

## Financiación climática y financiación verde
La financiación verde es más amplia que la climática y la engloba, es decir, toda financiación climática es financiación verde, pero no toda financiación verde es financiación climática. Por ejemplo, inversiones para el control de la contaminación industrial, la depuración de aguas residuales o la protección de la biodiversidad son financiación verde, pero no climática. En cambio las inversiones en mitigación —que buscan reducir o evitar las emisiones de gases de efecto invernadero— o en adaptación —que reducen la vulnerabilidad de personas y bienes a los efectos del calentamiento mundial— son a la vez financiación verde y climática.

## Relación entre sostenibilidad y valoración corporativa
Diversos estudios han cuestionado la idea de que una mayor inversión en sostenibilidad siempre contribuye al valor corporativo. Algunos investigadores sugieren que una excesiva inversión o un control excesivo en iniciativas ESG no solo puede ser ineficaz, sino también generar efectos contraproducentes para la valoración de la empresa. En ciertos casos, la sobreinversión en ESG por parte de las empresas o el excesivo control por parte de los inversores puede limitar los beneficios esperados.
En este contexto, la investigación sugiere que la relación entre los resultados ESG y la valoración de las empresas puede ser no lineal y presentar características polinómicas, como patrones en forma de U invertida. Esto sugiere la existencia de un nivel óptimo de inversión ESG donde los beneficios para la valoración corporativa se maximizan, más allá del cual podrían surgir rendimientos decrecientes o incluso efectos adversos.